# Plaza de Castilla (stanice metra v Madridu)
Plaza de Castilla (plným názvem španělsky Estación de Plaza de Castilla; doslova Kastilské náměstí) je stanice metra v Madridu. Nachází se pod stejnojmenným náměstím ležícím na křižovatce rušných ulic a třídy Paseo de la Castellana na rozhraní městských obvodů Tetuán a Chamartín v severní části města. Ve stanici se kříží linky metra 1, 9 a 10. Kromě toho se zde nachází rozsáhlý podzemní terminál autobusové dopravy, tzv. intercambiador. Stanice leží v tarifním pásmu A a je bezbariérově přístupná.

## Historie
Stanice byla otevřena 4. února 1961 jako konečná stanice prodlouženého úseku linky 1 Tetuán – Plaza de Castilla. Slavnostního otevření stanice se zúčastnil caudillo Francisco Franco, jeho manželka Carmen Polo, ministři vnitra Camilo Alonso Vega, veřejných prací Jorge Vigón, práce Fermín Sanz-Orrio, zemědělství Cirilo Cánovas García, obchodu Alberto Ullastres a bydlení José María Martínez Sánchez-Arjona; dále předseda provinčního zastupitelstva Mariano Ossorio Arévalo, markýz z Valdavie, starosta Madridu José Finat y Escrivá de Romaní, vévoda z Mayalde a předseda rady madridského metra Carlos Mendoza. Jmenovaní byli uvítáni generálporučíkem Miguelem Rodrigem Martínezem, velitelem 1. vojenského okrsku, následně proběhlo slavnostní vztyčení státní vlajky, přehlídka vojenského útvaru a zahrála vojenská kapela. Hosté sestoupili po schodech do slavnostně vyzdobené stanice, kde byl na jednom nástupišti přichystán oltář, u kterého pomocný biskup arcidiecéze Madrid-Alcalá Juan Ricote Alonso novému úseku požehnal. Následovala první jízda vozem metra, načež se účastníci ceremonie rychle přesunuli, neboť ten den se rovněž otevíral první úsek Suburbana (ten byl později včleněn do linky 10). Stanice zůstala konečnou stanicí linky 1 až do roku 2007, kdy byla prodloužena do stanice Pinar de Chamartín.
K dalšímu rozvoji stanice došlo v 80. letech, kdy byly v mnohem větší hloubce postaveny stanice linek 8 (později převedena na linku 10) a 9 (v té době označovaná jako 9b). Stanice linky 8 byla otevřena 10. června 1982 jako součást úseku Nuevos Ministerios – Fuencarral, ačkoliv práce na výstavbě tohoto úseku byly započaty již v roce 1972. Stanice linky 9 byla otevřena o necelý rok později, 3. června 1983, za přítomnosti krále Juana Carlose, ministra dopravy Enrique Baróna, starosty Enrique Tierna Galvána a velitele 1. vojenského okrsku Rafaela Allendesalazara y Urbina; otevíraný úsek vedl z Plaza de Castilla do stanice Herrera Oria. O půl roku později byl otevřen úsek linky 9 i na opačnou stranu do stanice Avenida de América. Roku 1998 byly propojeny úseky původní linky 8 a Suburbana a vznikla tak nová linka 10 vedoucí mj. i stanicí Plaza de Castilla.
V letech 2004–2009 probíhala rekonstrukce v souvislosti s otevřením nového autobusového terminálu, ze spojovacích chodeb tak zmizely obchody, které bránily pohybu cestujících. Linky 1 byla ze stanice prodloužena 30. března 2007 o jednu stanici na nádraží Chamartín. Autobusový terminál byl otevřen ve dvou fázích – podzemní část 6. února 2008 a nadzemní část 6. listopadu 2009. V roce 2016 se stala stanice pro linku 1 opět konečnou, nicméně v opačném směru, v té době probíhala rekonstrukce úseku Sierra de Guadalupe – Plaza de Castilla.

## Popis

Plánek autobusového terminálu

Stanice linky 1 se nachází mělko pod povrchem (méně než 5 metrů) v místě vyústění ulice Bravo Murillo na náměstí. Stanice linky 9 leží podstatně hlouběji, v ose ulic Avenida de Asturias a Mateo Inurria. Stanice linky 10 leží taktéž hluboko, přibližně v ose třídy Paseo de la Castellana, která pod náměstí prochází hloubeným tunelem.
Výstupy ze stanice vedou na třídu Paseo de la Castellana, do ulice Bravo Murillo a do autobusového terminálu. Stěny nástupišť jsou obloženy Vitrexem světle modré barvy.
V autobusovém terminálu zastavují městské autobusy linek 5, 27, 42, 49, 66, 67, 70, 107, 124, 129, 134, 135, 147, 149, 173, 174, 175, 176, 177 a 178. Kromě nich zde zastavuje velké množství autobusů příměstských linek.

## Fotogalerie

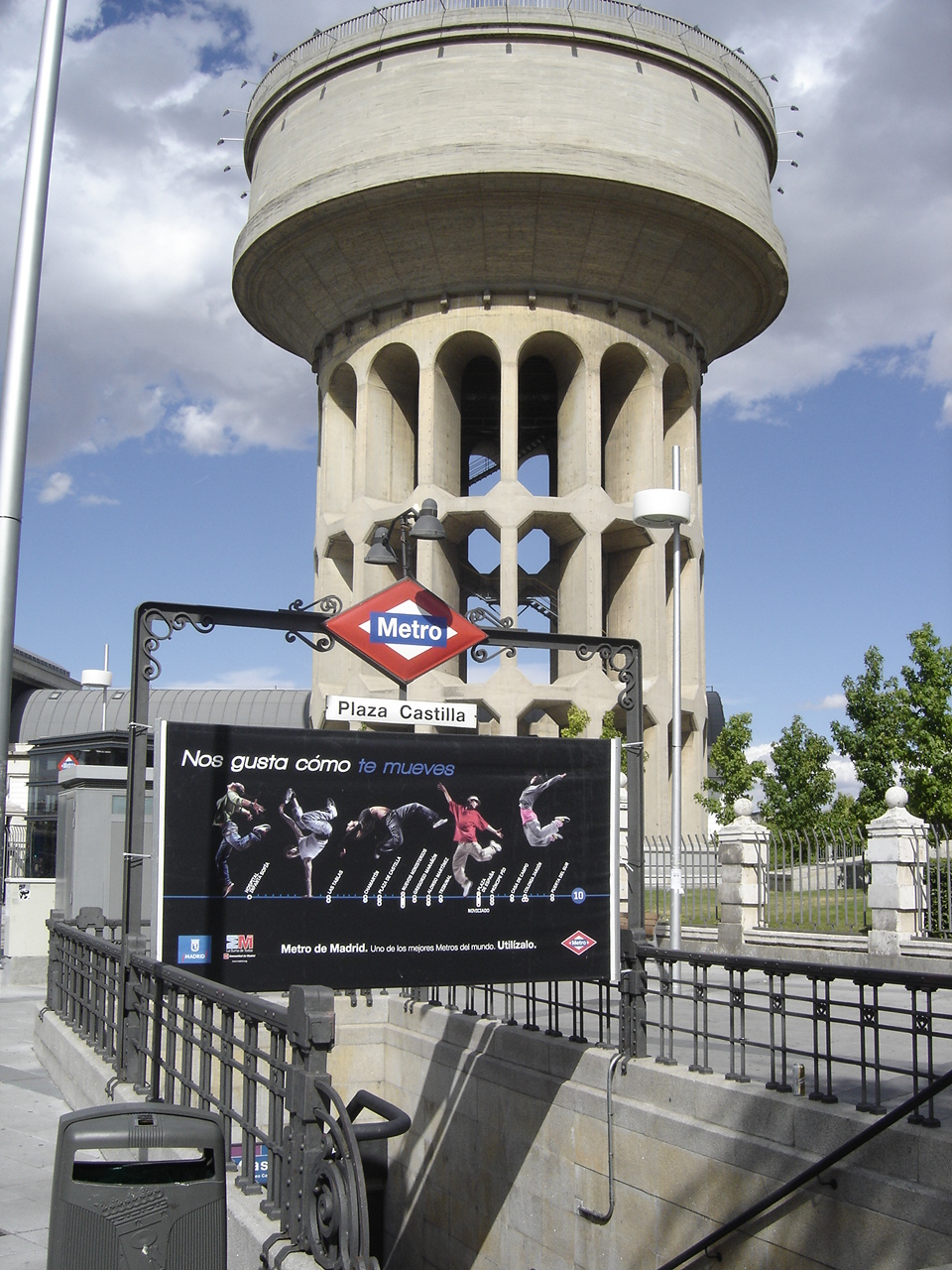
Vstup do stanice
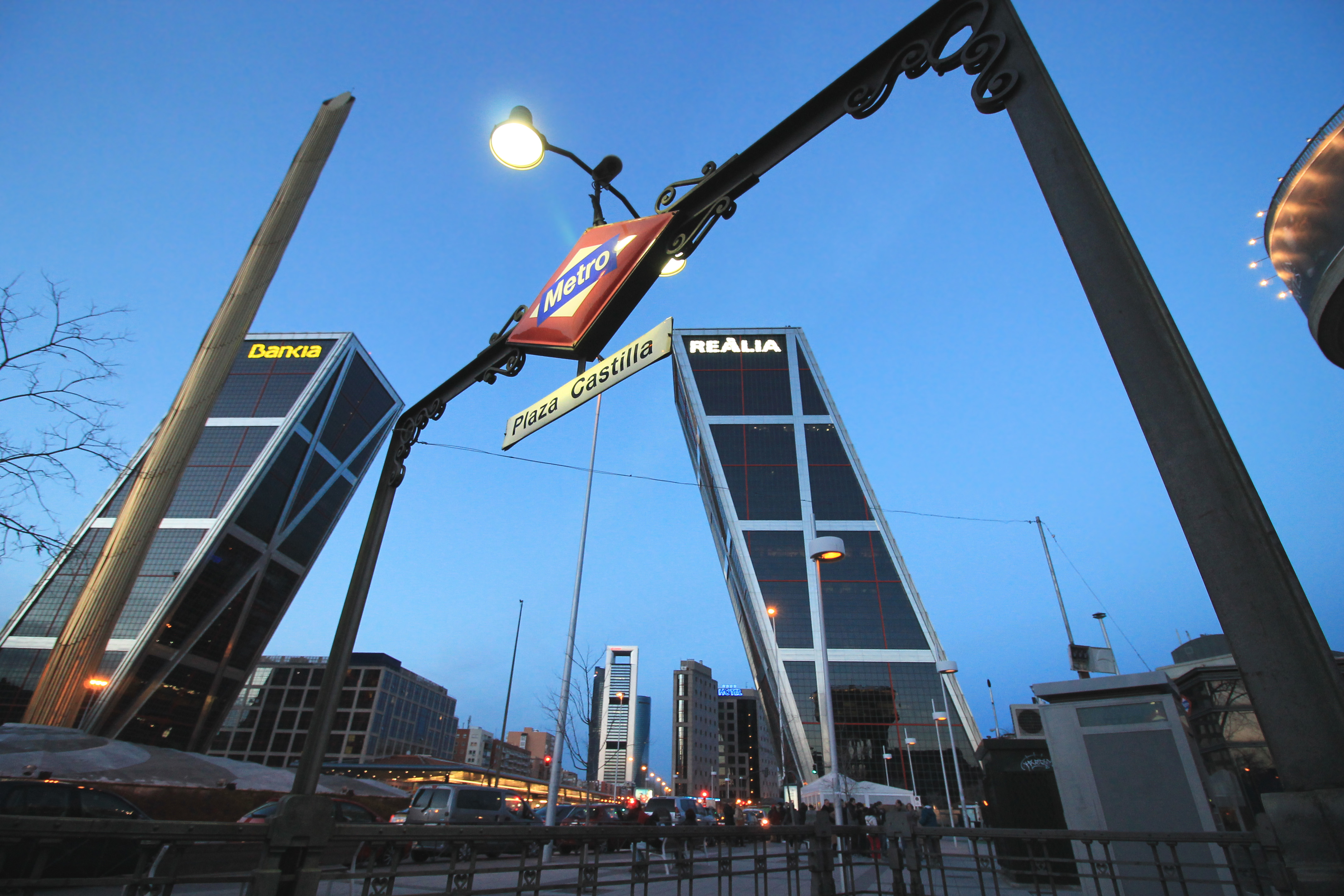
Vstup do stanice
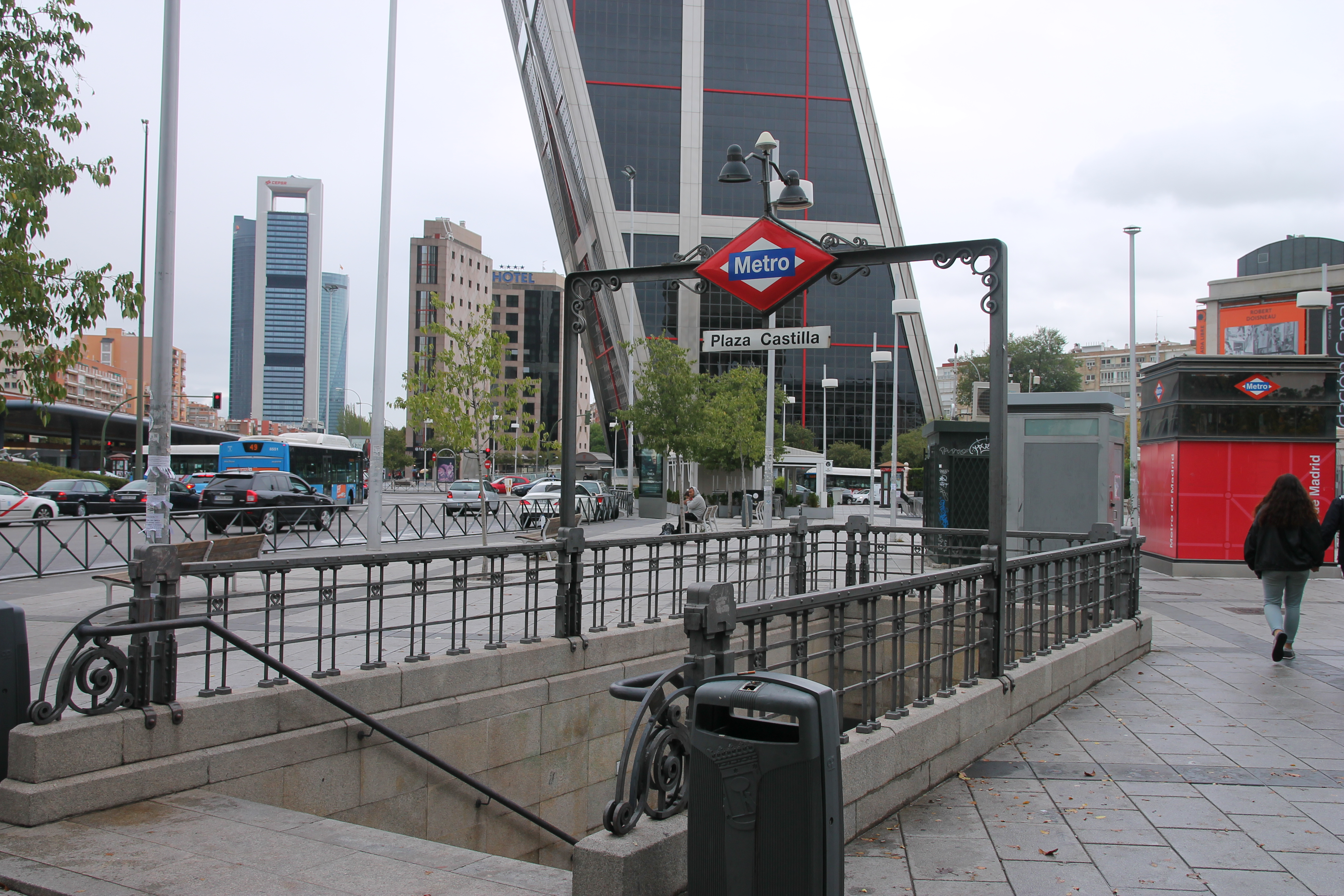
Vstup do stanice
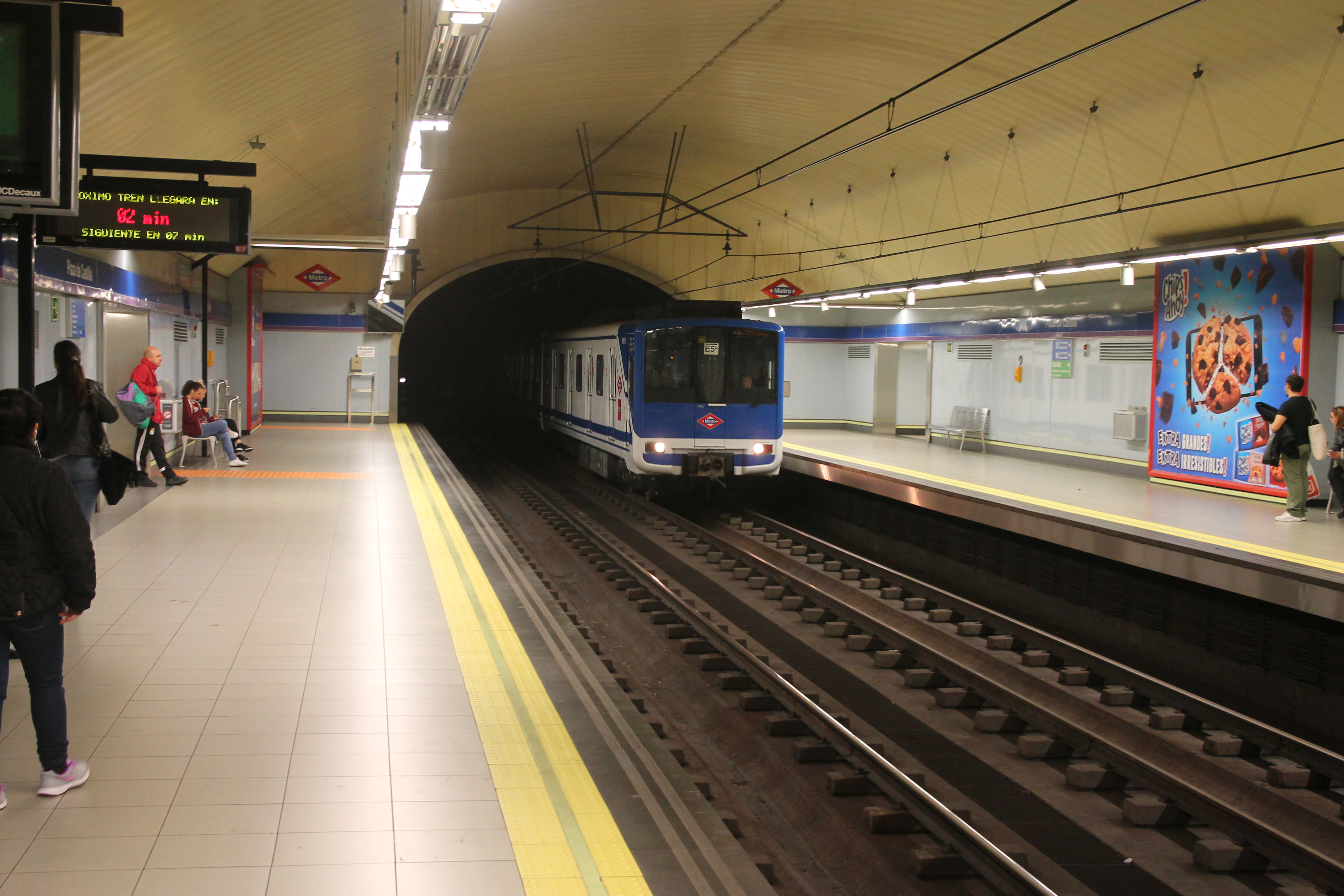
Nástupiště linky 9 s vozem řady 5000
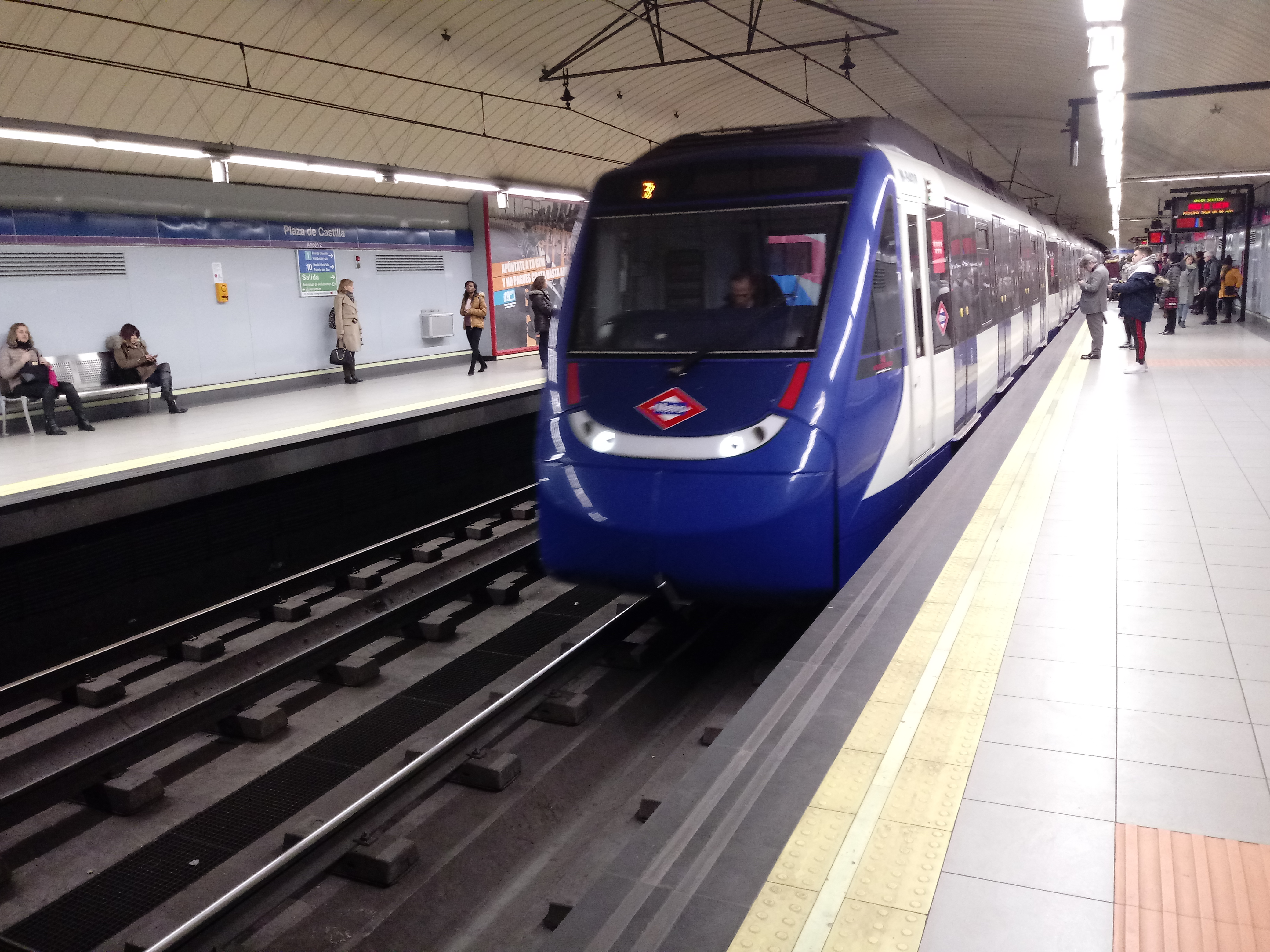
Nástupiště linky 9 s vozem řady 9000
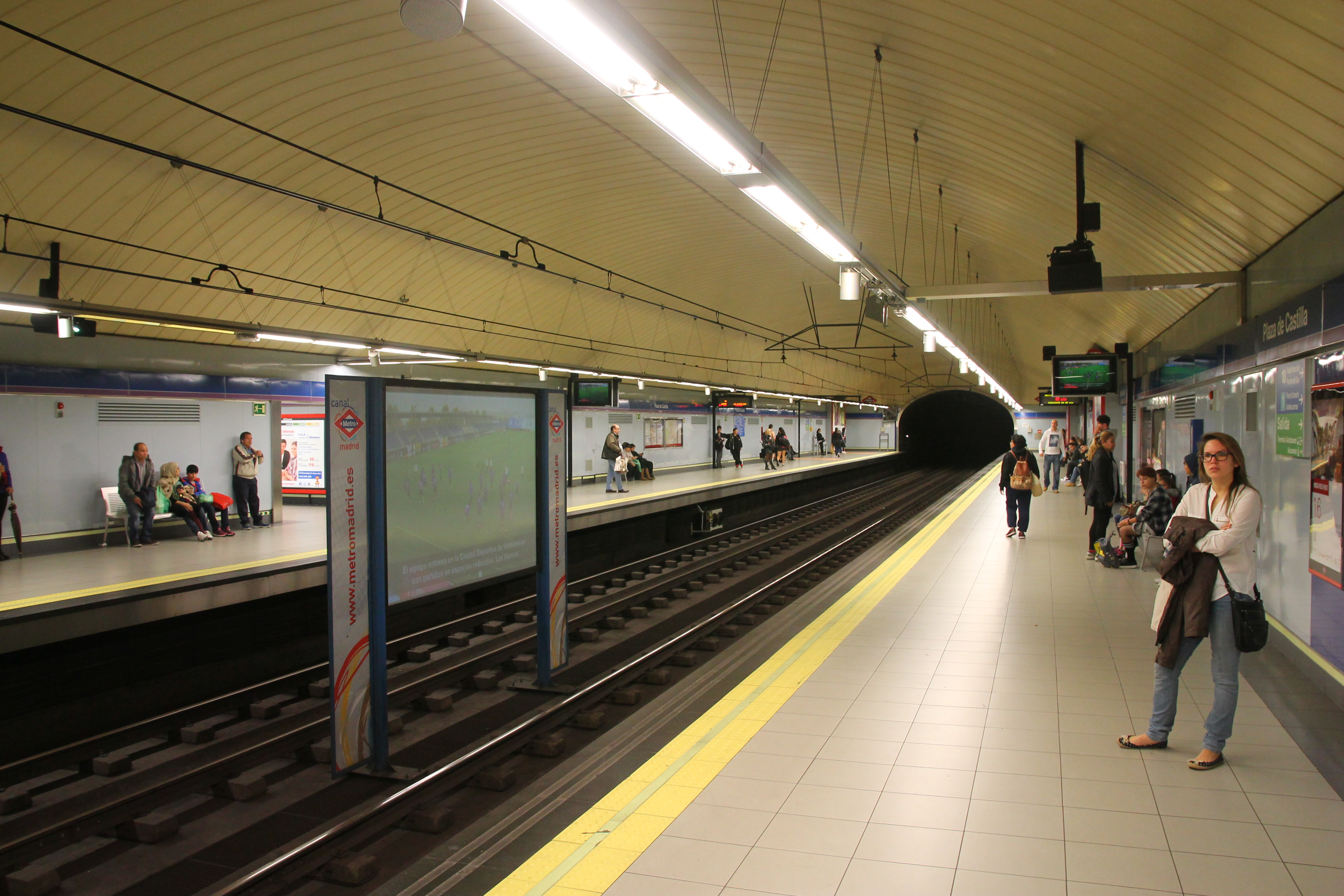
Nástupiště linky 9
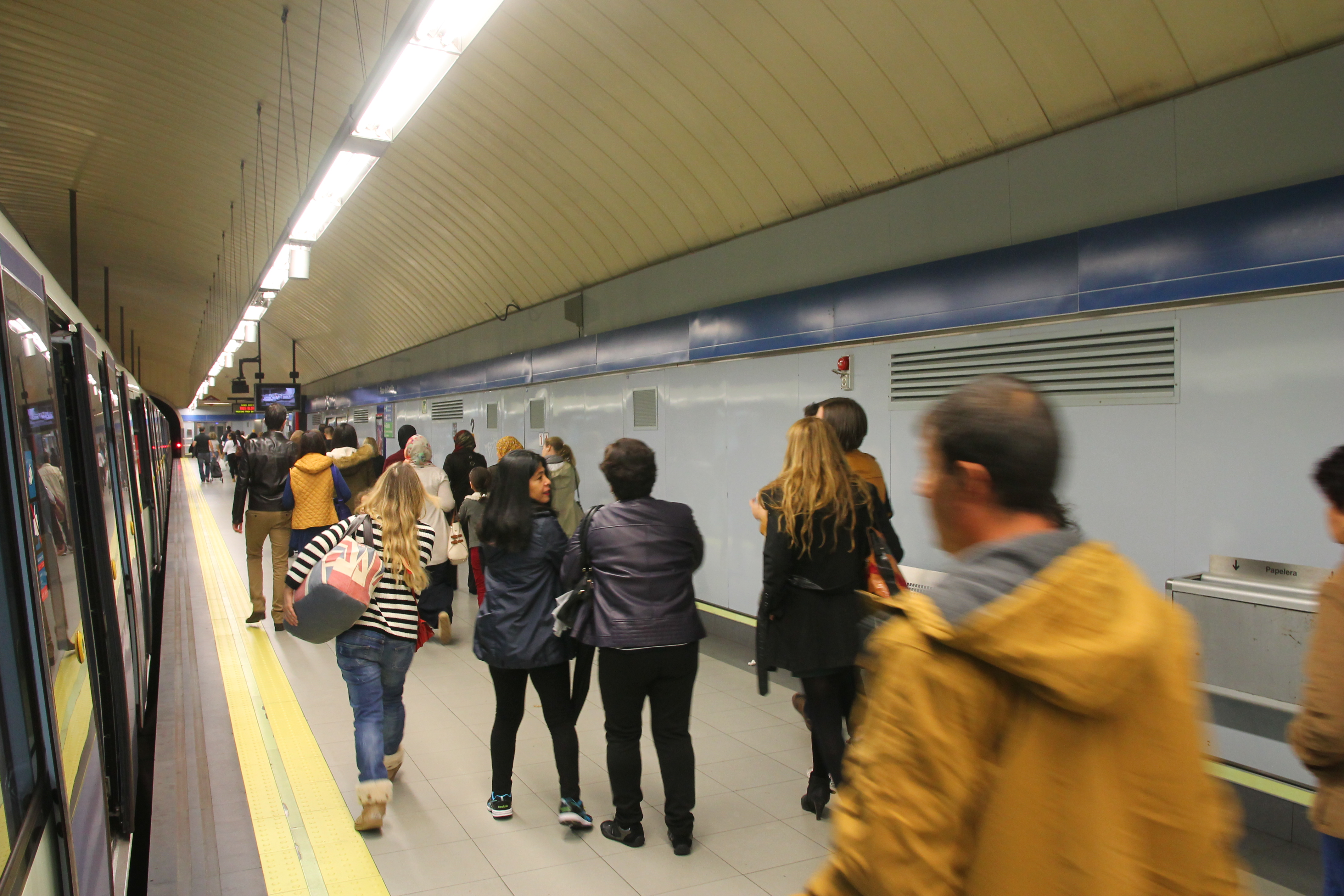
Nástupiště linky 10
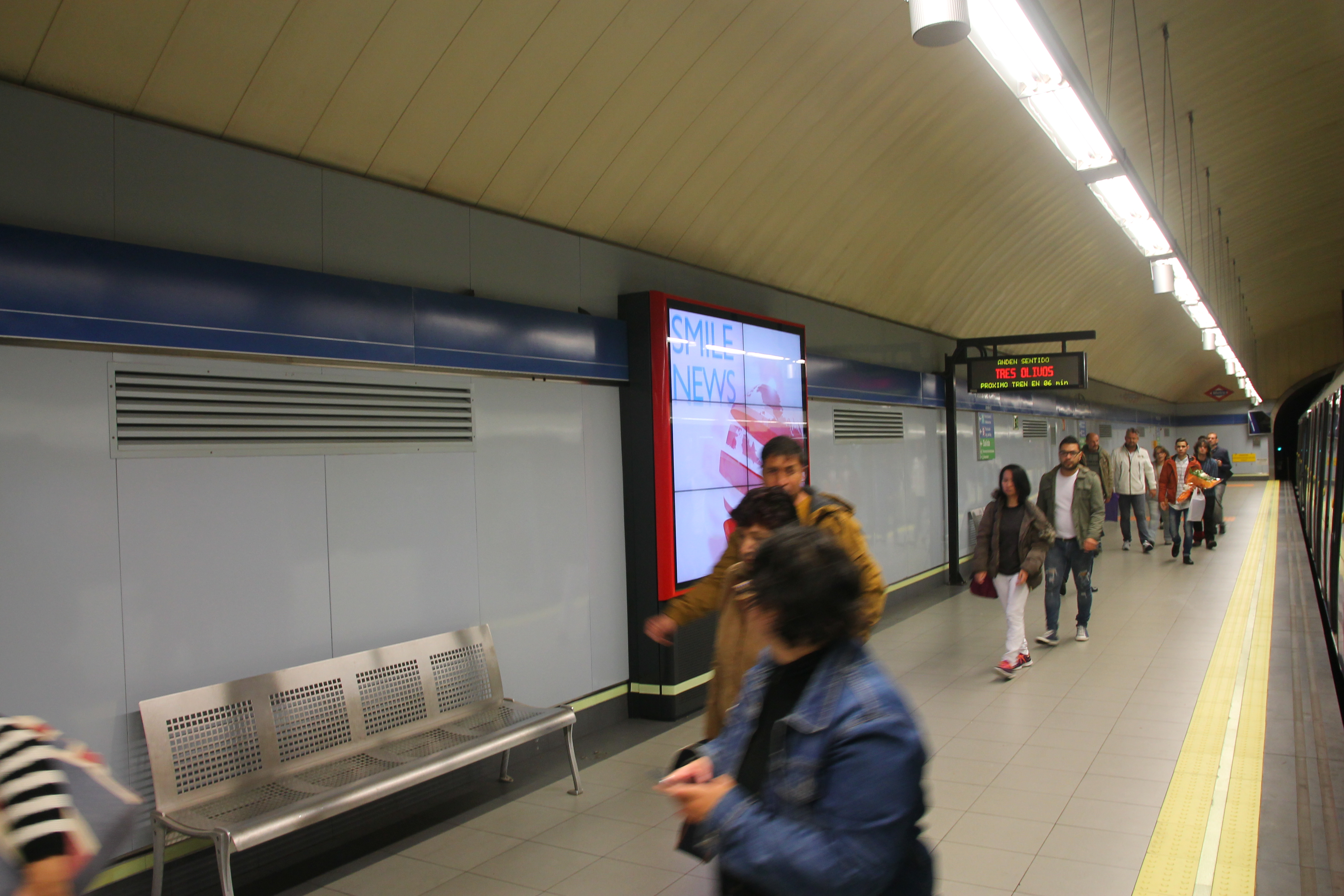
Nástupiště linky 10
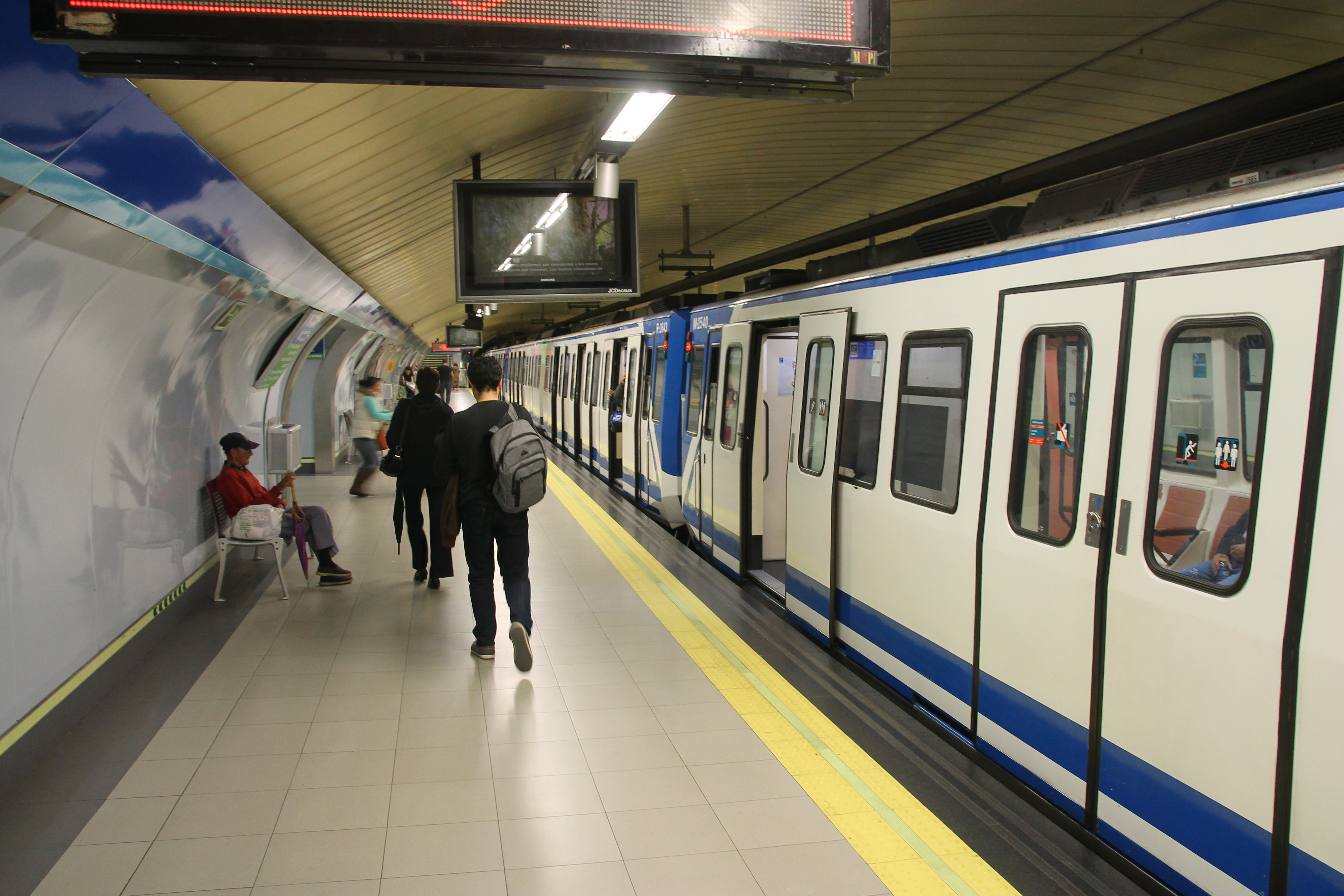
Nástupiště linky 1
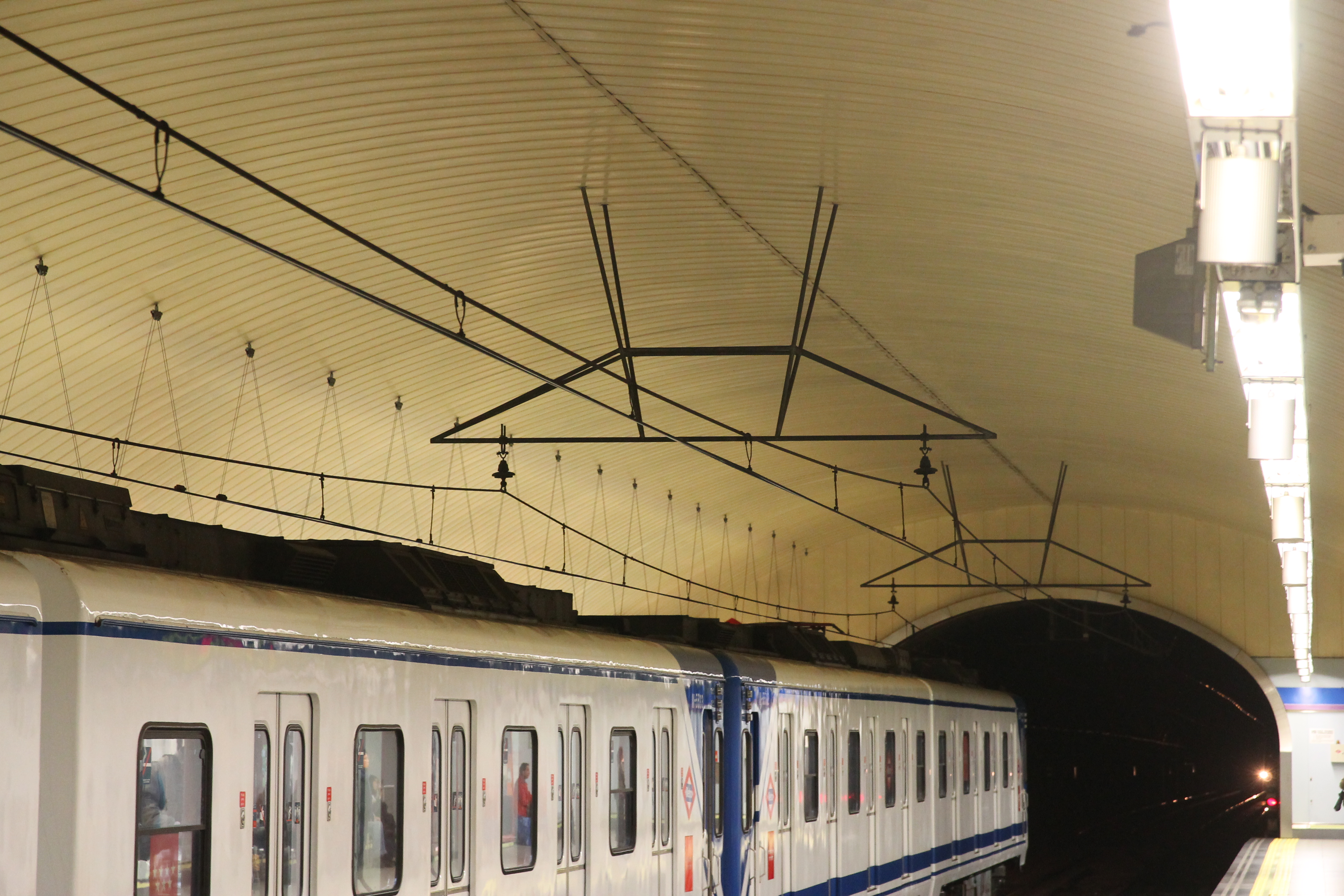
Řetězovkové trakční vedení na lince 9
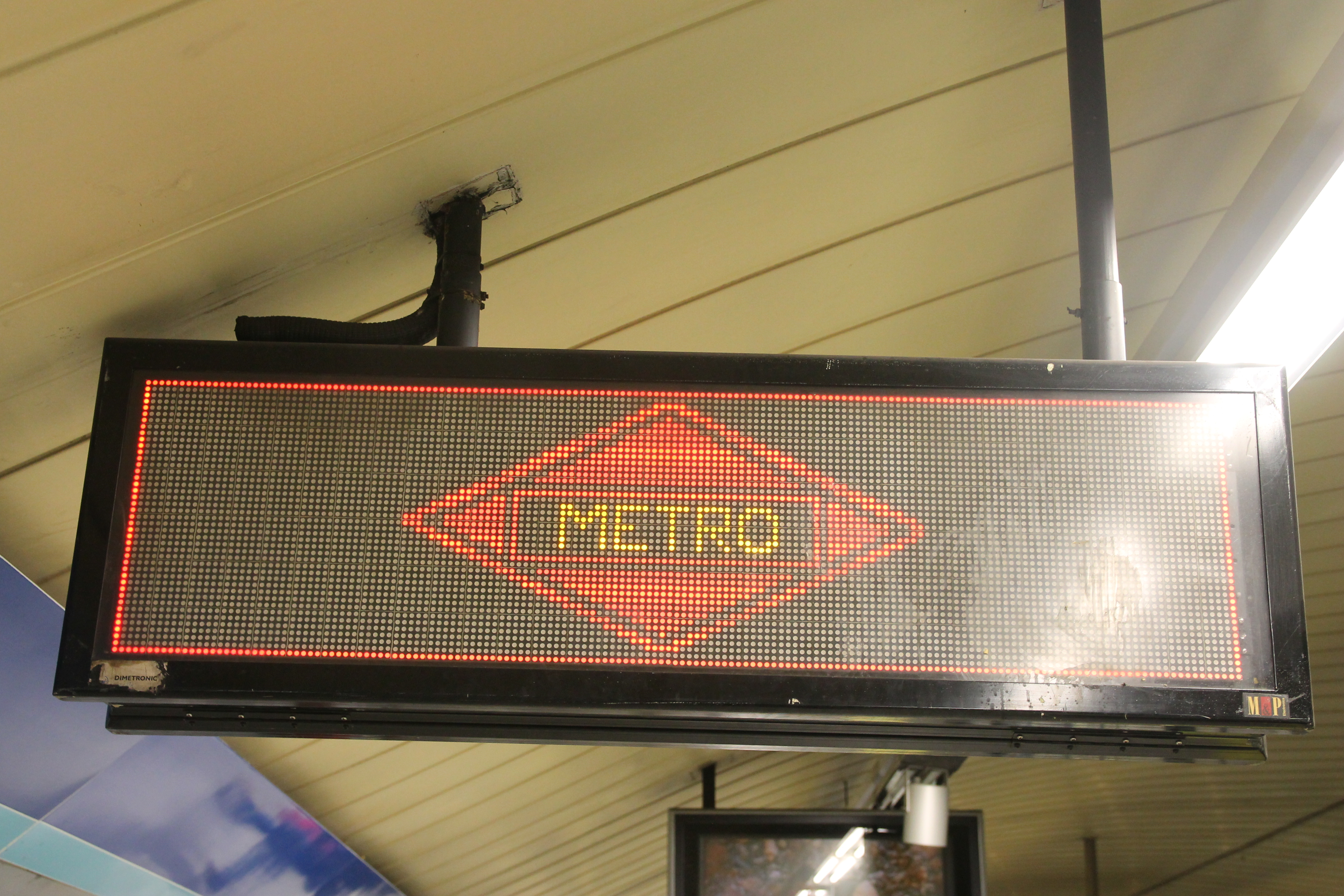
Informační displej na lince 1
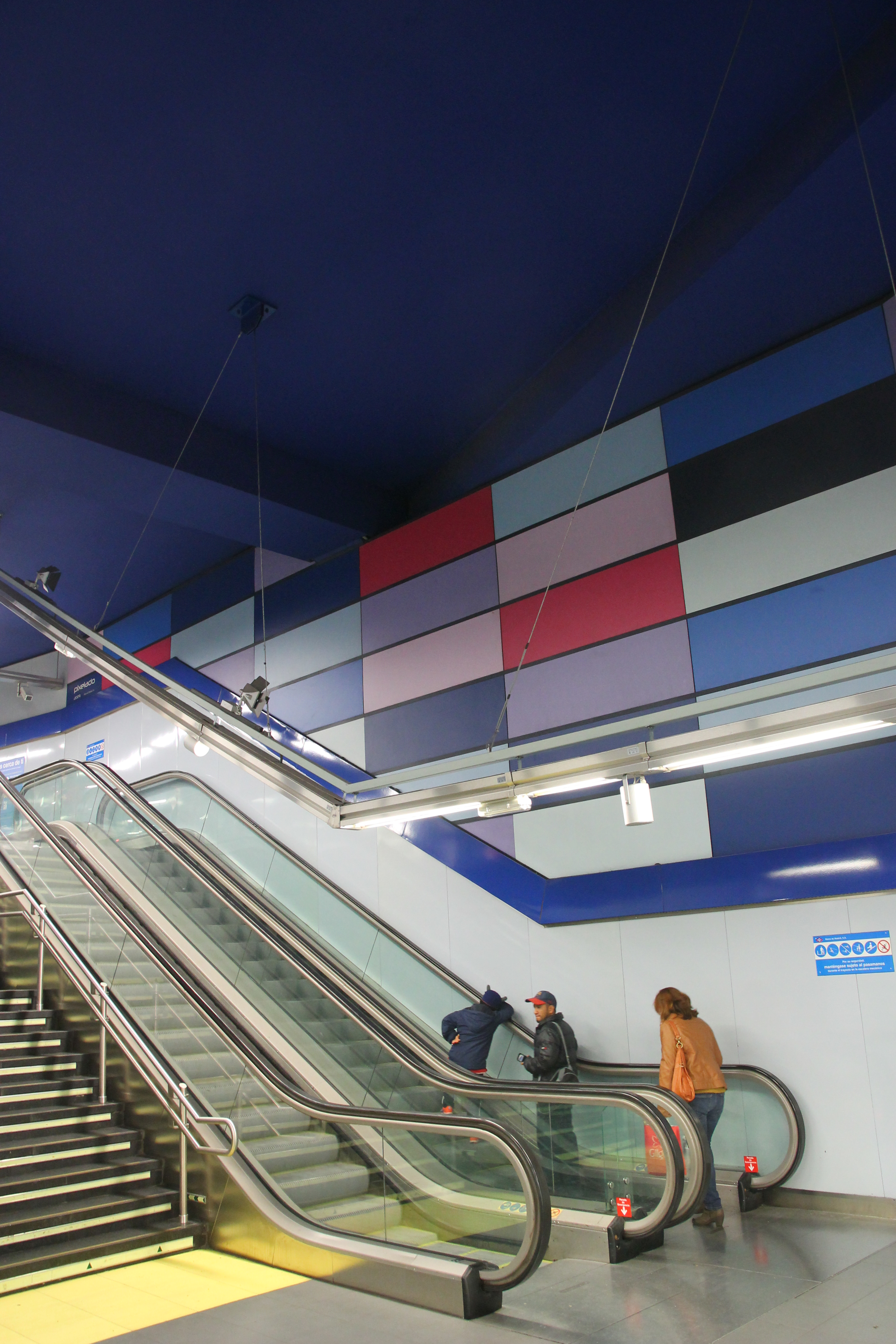
Přestup
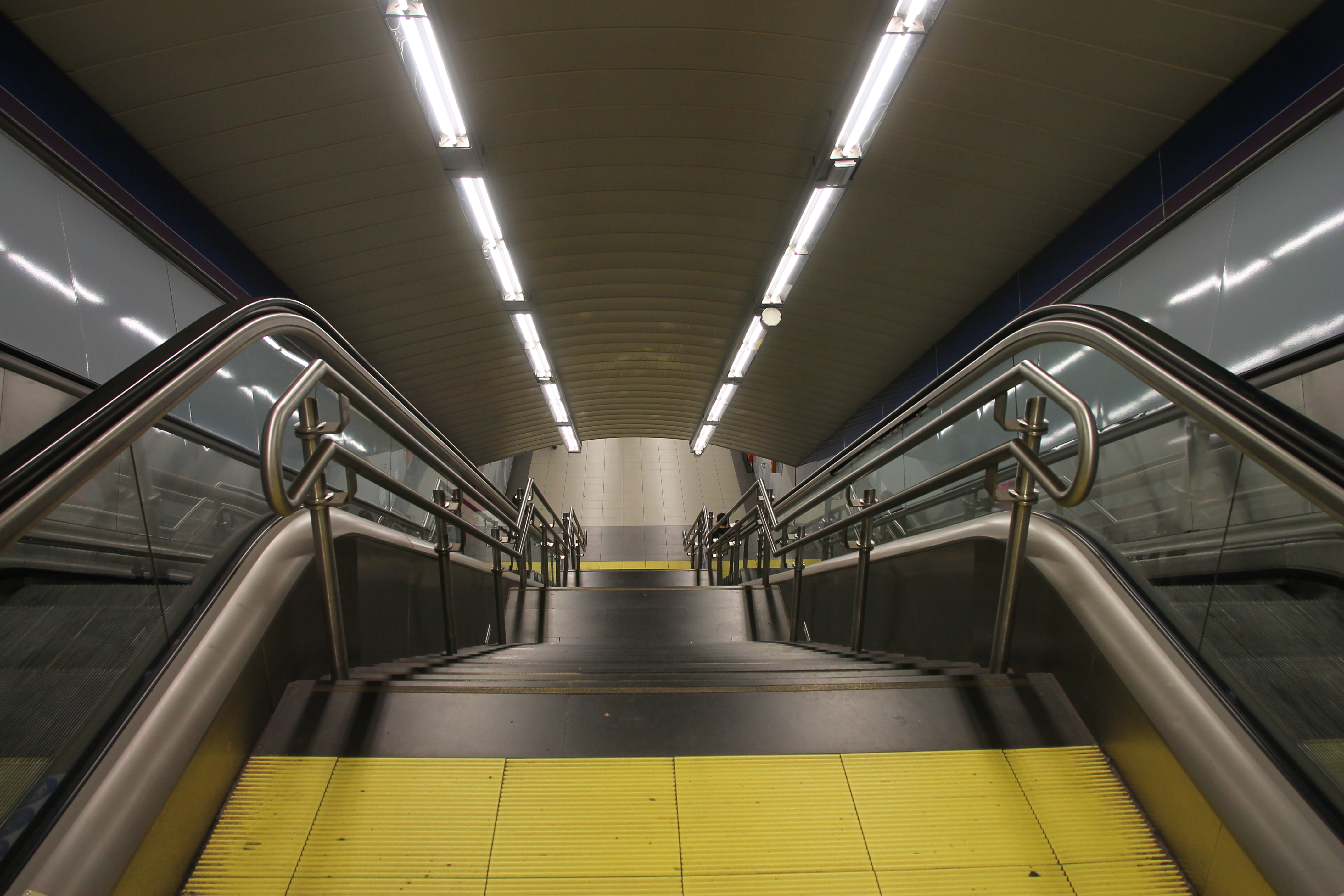
Přestup
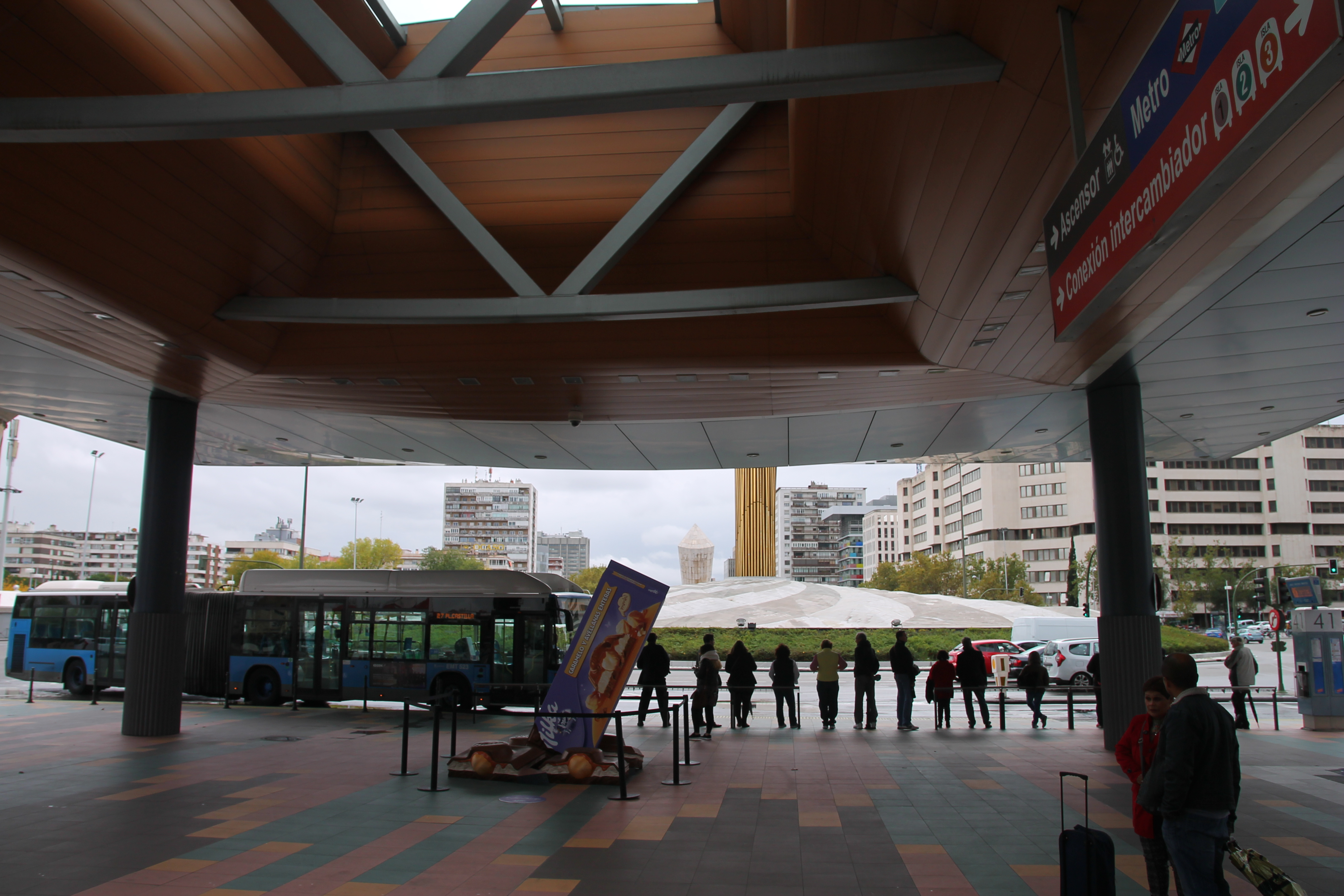
Autobusový terminál
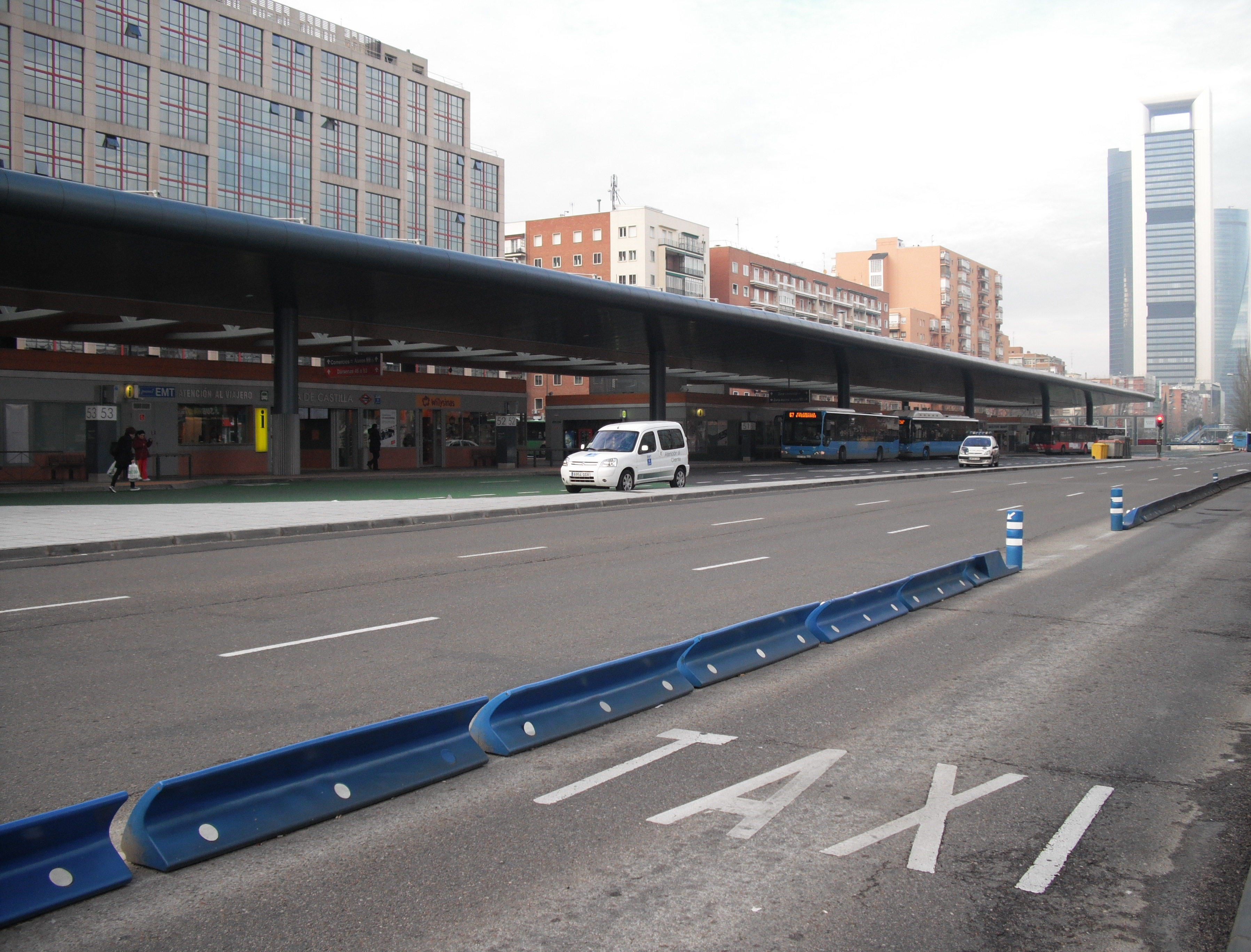
Autobusový terminál
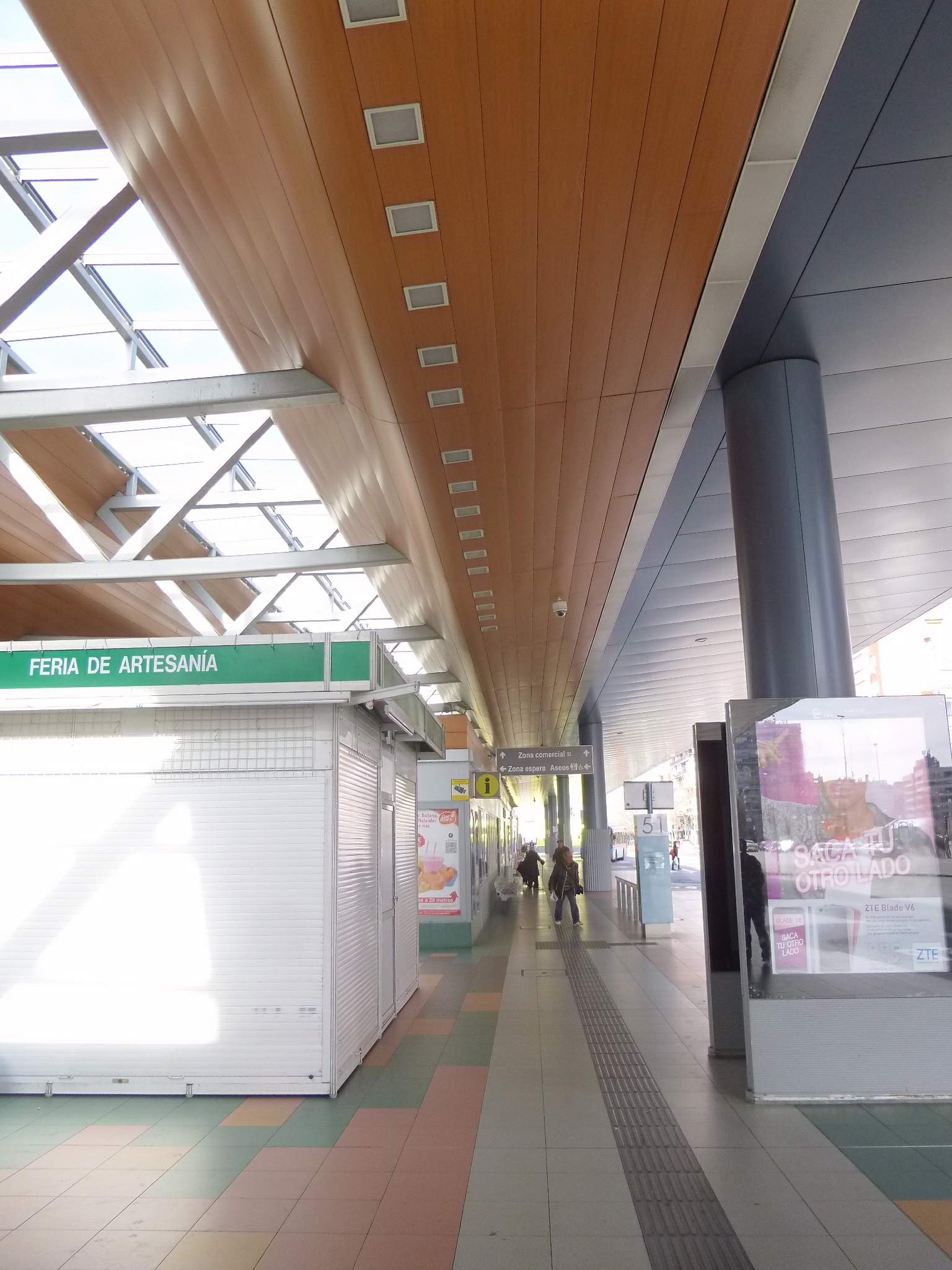
Autobusový terminál
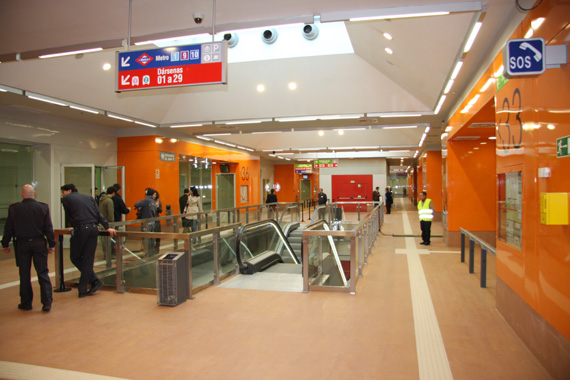
Autobusový terminál
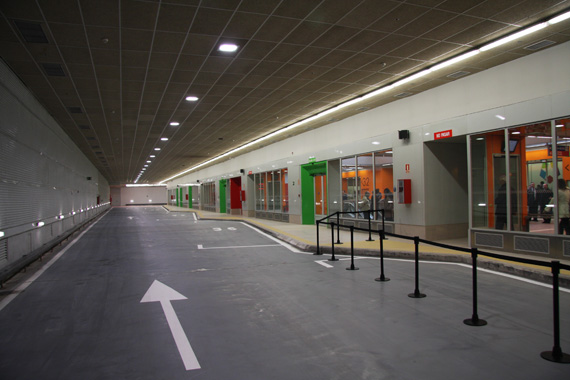
Autobusový terminál